# Nazla (Gaza)
Nazla, ou al-Nazlah, Nazle, Annazla, en-Nuzleh, en arabe : نزلة, est une ville du gouvernorat de Gaza-Nord en Palestine, au nord de la ville de Gaza. En 2000, sa population s'élevait à 2 000 habitants.